# Збіржховська Антоніна
Антоніна Бучацька; у шлюбі Збіржхо́вська, на італійській сцені — А. Флоріані-Збіржховська; 1872, Галичина — близько 1930, Італія) — українська піаністка і співачка (лірико-колоратурне сопрано).

## Біографія
Народилася у 1872 році на Галичині. Музичну освіту здобула у Львівській консерваторії (клас Валерія Висоцького). Удосконалювала майстерність в Італії.
Впродовж 1891—1894 років виступала на концертах Львівського товариства «Боян». Брала участь у вечорах пам'яті Тараса Шевченка і Маркіяна Шашкевича, де грала на фортепіано твори Миколи Лисенка, акомпанувала Соломії Крушельницькій та М. Левицькому; співала пісні на слова М. Лисенка, Я. Бігдая, українські народні пісні.
З 1898 року — солістка італійської оперної трупи Кастелено, з якою виступала 1900 року в Москві і Казані. Згодом виступала в різних оперних театрах Італії. 
Померла в Італії близько 1930 року.

## Партії
- Аїда («Аїда» Джузеппе Верді);
- Лючія, Адіна («Лючія ді Ламмермур», «Любовний напій» Гаетано Доніцетті);
- Сантуцца («Сільська честь» П'єтро Масканьї);
- Манон («Манон Леско» Джакомо Пуччині).